# 新民会 (1907年)
新民会（しんみんかい、신민회）は、1907年にアメリカから帰国した独立運動家の安昌浩（アン・チャンホ）を中心に組織された大韓帝国の政治結社である。国権回復を第一の目的とし、教育運動、啓発講演、出版運動、産業振興運動、青年運動、独立軍基地創建運動を展開したが、1911年に壊滅を狙った朝鮮総督府により、のちに105人事件と呼ばれる大規模な弾圧事件が起き、関係者数百名が検挙されて事実上解体した。日本によるプロパガンダや秘密結社という性質もあり、会員や事業など組織の実態は解明されていない。

## 年表
1906年末頃、サンフランシスコの抗日運動団体共立協会の安昌浩、李剛（イ・ガン）らが新民会結成に合意し、大韓新民会趣意書及び通用章程を起草した。
1907年2月、米国から安が帰国し、同志を募る。勧誘された梁起鐸（ヤン・ギタク）が公開結社を提案したが、最終的に秘密結社とする案に賛同し、4月に漢城府で新民会を結成する。総監督（党首）には梁起鐸、総書記に李東寧（イ・ドンニョン）、会計は全德基（チョン・ドッキ）、会員の資格審査を担当する執行員に安昌浩。李東輝（イ・ドンフィ）など他の創建委員は各道の総監を務めた。
当時の愛国啓蒙団体の主要メンバーが多く参加し、啓蒙運動の中枢的機関となり、1910年頃には会員数が約800人に達した。機密漏洩を防ぐために入会審査は厳重に行われ、入会時には誓約の儀式まで行われた。
1908年11月、崔南善（チェ・ナムソン）が新民会の機関紙的な雑誌「少年」を創刊。
1909年9月、安昌浩、尹致昊（ユン・チホ）らが新民会の別働隊として、政治結社青年学友会を創立。10月の伊藤博文暗殺事件以降、独立運動への弾圧が強まる。
1910年春、安らが中国に亡命。
1911年、安岳事件を機に、保安法違反事件、寺内総督暗殺陰謀事件と、一連の新民会弾圧事件が起こり、事実上解体した。この間、新興武官学校を設立する。
1912年9月28日、寺内総督暗殺陰謀事件で105人が有罪判決。
1913年3月20日、99人に逆転無罪判決。5月13日、安らがサンフランシスコで興士団を結成。10月9日、6人に有罪確定。
1919年、安が帰国し、上海臨時政府に参加。

## 補足
105人事件裁判1審で日本側は尹致昊を会長であると認定したが、2審供述で尹は会長として名義を貸していた青年同志会（青年学友会）が名称を新民会に変更したため自動的に会長にされただけであり、運営も安に任せており一切携わっていないと全面否認した。新民会は1907年創立、青年学友会は1909年創立とされており、青年学友会創立を1906年か1907年頃とする尹の認識にズレが生じている。なお、第19回公判の吳大泳の供述では青年学友会の会長は学生が務めるとある。
多くの事業を手がける全国規模の抗日武力闘争組織という新民会像は日本のプロパガンダにより歪曲されたもので、実態は多くが平安道出身者で事業形態も規模の小さいものであった。このことは2審で多くの被告が自供を全面否定したことや、関係者の発言で証明されているが、1920年代になり、安自身や安の関係者が同様の新民会像を流布させるようになっていった。この矛盾について、平安道出身者で組織を固めた安への批判をかわす目的があったとの指摘がある。
安は上海臨時政府参加以降に新民会の復興を打診されたが、臨時政府の連帯の妨げになると断っている。